# Game Boy
La Game Boy es una videoconsola portátil de 8 bits de cuarta generación desarrollada y fabricada por Nintendo. Salió a la venta por primera vez en Japón el 21 de abril de 1989, en Norteamérica más tarde ese mismo año y en Europa a finales de 1990. Fue diseñada por el mismo equipo que desarrolló la serie Game & Watch de juegos electrónicos portátiles y varios juegos de Nintendo Entertainment System (NES): Satoru Okada, Gunpei Yokoi y Nintendo Research & Development 1.
Es la segunda consola portátil de Nintendo y combina características de la consola portátil Game & Watch y de la consola doméstica NES. La consola cuenta con una pantalla de matriz de puntos con dial de contraste ajustable, cinco botones de control del juego (una cruceta, dos botones de juego, y "START" y "SELECT"), un único altavoz con dial de volumen ajustable y, al igual que sus rivales, utiliza cartuchos como soporte físico para los juegos. La combinación de colores está formada por dos tonos de gris con acentos de negro, azul y magenta oscuro. Todas las esquinas de la unidad rectangular orientada hacia el retrato están suavemente redondeadas, excepto la inferior derecha, que está curvada. En el momento de su lanzamiento, se vendió como unidad independiente o como paquete con uno de varios juegos, entre ellos Super Mario Land y Tetris. También se desarrollaron varios accesorios, como una bolsa de transporte, una cámara y una impresora.
La Game Boy recibió críticas dispares y fue considerada tecnológicamente inferior a sus competidoras de la cuarta generación (Sega Game Gear, Atari Lynx, y NEC TurboExpress). Su falta de retroiluminación, gráficos, diseño voluminoso y precio fueron recibidos con críticas, pero también recibió elogios por su duración de la batería, biblioteca de juegos y durabilidad en su construcción. Rápidamente superó en ventas a la competencia, vendiendo un millón de unidades en Estados Unidos en pocas semanas. Se calcula que se han vendido en todo el mundo 118,69 millones de unidades de la Game Boy y su sucesora, la Game Boy Color, convirtiéndola en la cuarta consola de videojuegos más vendida de todos los tiempos. Es uno de los dispositivos más reconocibles de la década de 1990, convirtiéndose en un icono cultural en los años posteriores a su lanzamiento. Durante su vida útil se lanzaron varios rediseños, como la Game Boy Pocket en 1996 y la Game Boy Light en 1998 (esta última sólo en Japón). La producción de la Game Boy continuó hasta 2003, mucho después del lanzamiento de su segunda sucesora, la Game Boy Advance, en 2001.

## Desarrollo
La Game Boy fue diseñada por el ingeniero jefe de Nintendo Gunpei Yokoi y su equipo Nintendo R&D1. Tras la popularidad de la Nintendo Entertainment System, mantuvo una reunión con el presidente de Nintendo Hiroshi Yamauchi, diciéndole que podía hacer una consola portátil con juegos intercambiables. El nombre en clave interno original de la Game Boy es Dot Matrix Game, en referencia a su pantalla de matriz de puntos en contraste con la serie Game & Watch precedente (que Yokoi había creado en 1980) que tiene LCDs segmentadas preimpresas con sobreimpresión . LCD preimpresas con una superposición, lo que limitaba cada modelo a sólo jugar un juego. Las iniciales DMG llegaron a figurar en el número de modelo del producto final: "DMG-01". Satoru Okada y Yokoi dirigieron el desarrollo de la consola, lo que provocó desacuerdos. Yokoi opinaba que la consola podía ser pequeña, ligera, duradera, tener éxito y contar con una biblioteca de juegos reconocible. Shigesato Itoi visitó Nintendo y concibió el nombre "Game Boy" para la consola que Yokoi estaba diseñando. La reacción interna a la Game Boy en Nintendo fue inicialmente muy pobre, lo que le valió el apodo despectivo de "DameGame" por parte de los empleados de Nintendo, en el que dame (だめ) significa "sin esperanza" o "inútil".
Game Boy se presentó como prototipo en 1987 y posteriormente se exhibió en varias ferias del sector. El dispositivo incorporaba un elemento de diseño clave de su predecesor, el Game & Watch: el mando de control direccional de 8 direcciones, a menudo denominado "D-pad". El concepto fue desarrollado por Gunpei Yokoi y su equipo de I+D1. Yokoi reconoció que los joysticks tradicionales podrían dificultar la portabilidad de los dispositivos portátiles. Como resultado, diseñó el D-pad, un mando plano que no se extendería más allá de la carcasa del dispositivo portátil. Hiroshi Yamauchi estimó que la consola alcanzaría unas ventas superiores a los 25 millones de unidades en sus tres primeros años, una afirmación que se consideró atrevida para la época.
La filosofía de Nintendo se centraba en la creencia de que el atractivo de una consola venía determinado principalmente por la calidad de sus juegos. Con esta idea en mente, Gunpei Yokoi y Satoru Okada desarrollaron Super Mario Land, una adaptación portátil del juego Super Mario Bros., con la intención de que fuera el título estrella de Game Boy. Sin embargo, Henk Rogers llamó la atención de Nintendo of America sobre el juego de fabricación soviética Tetris. A pesar de la sencillez de sus gráficos y de la falta de una marca conocida, la idoneidad de Tetris para una plataforma portátil convenció al presidente de Nintendo, Minoru Arakawa, para portarlo y empaquetarlo con la Game Boy. Como resultado, Tetris se incluyó con la Game Boy en todas las regiones excepto en Japón en el momento de su lanzamiento, que tuvo lugar en Japón en abril de 1989, seguido por Norteamérica en julio y Europa en septiembre del año siguiente.
Nintendo se había gastado 10 millones de dólares en la comercialización de la Game Boy.
En España comenzó a publicitarse desde su desembarco en Europa a un precio de 15 900 ₧ (ostensiblemente importada de otras partes de Europa), aunque su distribución oficial la comenzaría a manejar la empresa Erbe Software a partir de enero de 1991 estableciendo un precio final de 18 900₧. La contraportada de las primeras versiones españolas de los videojuegos de lanzamiento están fechadas con derechos de distribución de 1991. Tras la instauración de Nintendo España en 1993, las riendas de la distribución en el país pasaría a tomarlas Nintendo sin ningún tipo de intermediación.

## Hardware
La Game Boy tiene cuatro botones de operación etiquetados como "A", "B", "SELECT" y "START", y una cruceta (d-pad). Hay un dial de control de volumen en el lado derecho del dispositivo y un dial similar en el lado izquierdo para ajustar el contraste. En la parte superior de la Game Boy, se encuentra un interruptor de encendido y apagado deslizante y la ranura para los cartuchos de la Game Boy. El interruptor de encendido y apagado incluye un bloqueo físico para evitar que los usuarios inserten o extraigan un cartucho mientras la unidad está encendida. Nintendo recomienda a los usuarios que dejen un cartucho en la ranura para evitar que entre polvo y suciedad en la consola.
La Game Boy contiene conectores opcionales de entrada o salida. En el lado izquierdo del sistema hay una toma de alimentación de CC externa de 3,5 mm × 1,35 mm que permite a los usuarios utilizar un paquete de pilas recargables externas o un adaptador de CA (se venden por separado) en lugar de cuatro pilas AA. La Game Boy requiere 6 V DC de al menos 150 mA. Un conector estéreo de 3,5 mm para auriculares se encuentra en la parte inferior de la unidad que permite a los usuarios escuchar el audio con los auriculares incluidos o altavoces externos.
El lado derecho del dispositivo ofrece un puerto que permite a un usuario conectarse a otro sistema Game Boy a través de un cable Game Link, siempre que ambos usuarios estén jugando a juegos que admitan la conexión entre sí (por lo general, sólo las mismas copias del juego; los juegos de Pokémon, sin embargo, son una notable excepción, ya que pueden conectarse entre sí entre diferentes generaciones). El puerto también se puede utilizar para conectar una Game Boy Printer. El cable Game Link se diseñó originalmente para que los jugadores pudieran jugar partidas de dos jugadores cara a cara como en Tetris. Sin embargo, el desarrollador de videojuegos Satoshi Tajiri utilizó posteriormente la tecnología del cable Game Link como método de comunicación y conexión en red en la popular serie de videojuegos Pokémon.

### Edición Play It Loud!

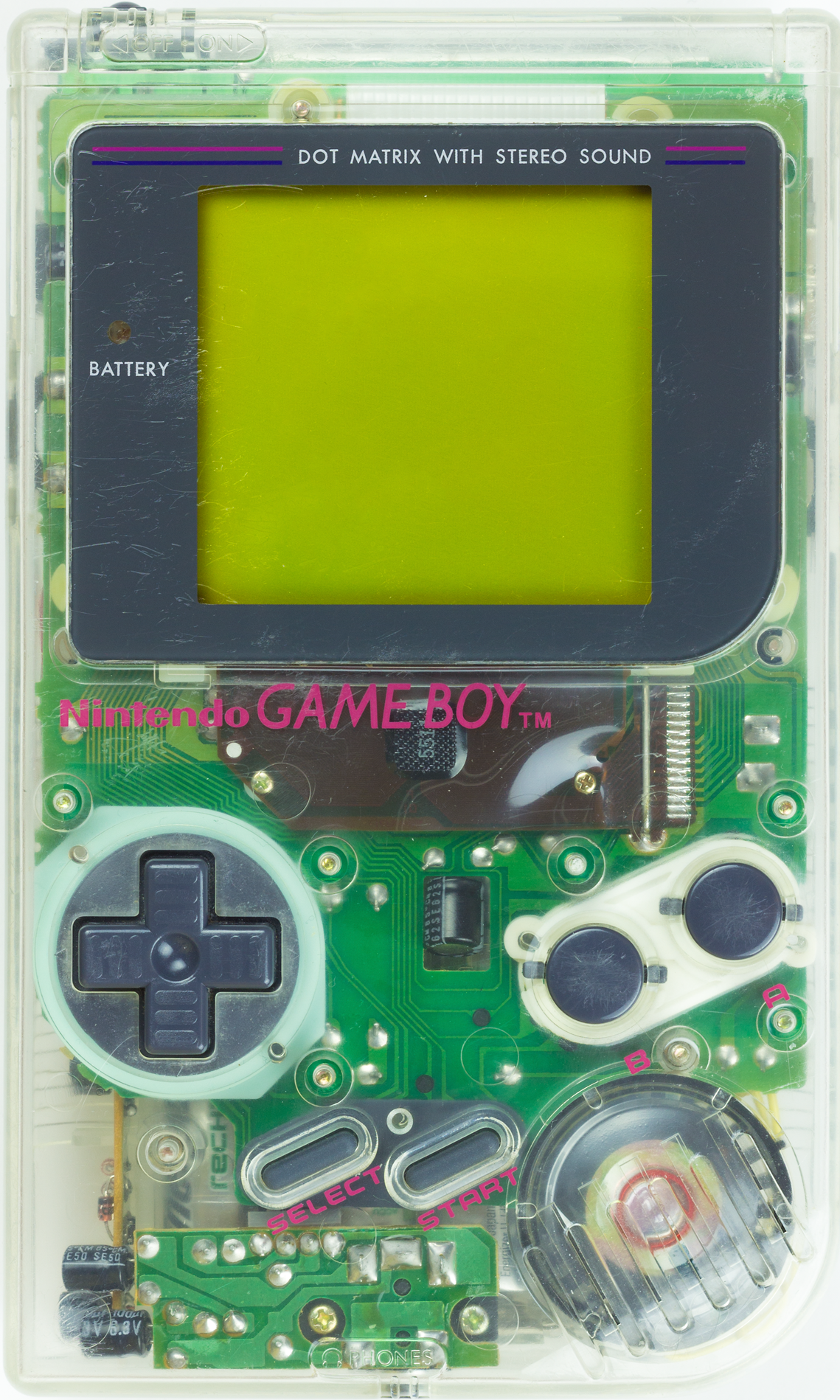
"Play It Loud!" Game Boy transparente, edición norteamericana

El 20 de marzo de 1995, Nintendo puso a la venta varios modelos de Game Boy de edición especial con carcasas de colores, anunciándolos en la campaña "¡Juega fuerte!", conocida en Japón como ゲームボーイブラザーズ. Las unidades Play It Loud! se fabricaron en verde, rojo, blanco, negro, amarillo, azul y clear (transparente), o a veces llamado X-Ray en el Reino Unido. Los más comunes son el amarillo, el rojo, el transparente y el negro. El verde es bastante escaso, pero el azul y el blanco son los más raros. El azul fue un lanzamiento exclusivo para Europa y Japón, mientras que el blanco fue un lanzamiento mayoritario en Japón, aunque las tiendas Toys R Us del Reino Unido también lo recibieron como edición exclusiva para ellas. El blanco sigue siendo el más raro de todos los colores de Play it Loud. Una rara edición limitada de Manchester United Game Boy es roja, con los logotipos del equipo estampados en ella.[cita requerida] Salió a la venta simultáneamente con los dispositivos portátiles Play it Loud! en el Reino Unido. Las pantallas de la Play It Loud también tienen un borde más oscuro que la Game Boy normal.

### Especificaciones técnicas
| Tamaño                 | Aproximadamente 90mm x 148mm x 32mm (An x Al x Pr) |
| Peso                   | Aproximadamente 220g |
| Pantalla               | Pantalla reflectante de 2,6 pulgadas supertrenzada nemática (STN) pantalla de cristal líquido (LCD) Vertical blank duration: Approximately 1.1 ms |
| Tamaño de pantalla     | Original: 47mm por 43mm Pocket: 48mm por 44mm |
| Fotogramas por segundo | 59.727500569606 Hz |
| Energía                | 6 V, 0,7 W (4× pilas AA) |
| Duración de batería    | Aproximadamente 15 horas de juego |
| CPU                    | Personalizado de 8 bits Sharp LR35902 (basado en 8080 y Z80 modificados) a 4,19 MHz |
| Memoria                | 64 KB espacio de direcciones incluyendo: - 8 KB de RAM de trabajo integrada - Hasta dieciséis páginas de 8 KB de RAM de trabajo intercambiable (en el cartucho de juego) para un máximo de 128 KB de RAM externa (que puede ser alimentada por batería para guardar partidas). - 8 KB de memoria RAM para la pantalla LCD. - 32 KB de ROM externa en Game Pak, de los cuales 16 KB son intercambiables ROM de arranque de 256 bytes en el chip; cartuchos de 32 KB, 64 KB, 128 KB, 256 KB, 512 KB, 1 MB, 2 MB, 4 MB (solo Gameboy Color). |
| Resolución de pantalla | 160 (an) × 144 (al) píxeles (aspecto 10:9) |
| Soporte de color       | 2 bits (cuatro tonos de "gris": verde oliva claro a muy oscuro) - Referencia: - Esquema de color original: 0x0 0x1 0x2 0x3 - Pocket/Light color scheme: 0x0 0x1 0x2 0x3 |
| Sonido                 | 2 generadores de ondas de pulsos, 1 PCM de 4 bits (64 muestras de 4 bits reproducidas en 1ￗ64 bancos o 2ￗ32 bancos), 1 generador de ruido y una entrada de audio desde el cartucho. La unidad sólo tiene un altavoz, sin embargo el puerto de auriculares emite sonido estéreo. |
| Entrada                | - Cruceta de ocho direcciones - Cuatro botones de acción (A, B, Start, Select) - Potenciómetro de volumen - Potenciómetro de contraste - Interruptor de encendido - I/O en serie ("Cable link"): 512 kbit/s con hasta 4 conexiones en serie - Cartucho I/O |

### Revisiones

#### Game Boy Pocket
La Game Boy Pocket es una videoconsola portátil puesta en venta por 69,99$ en Japón, el 3 de septiembre de 1996 en Norteamérica, y en enero de 1997 en Europa: una unidad más pequeña y ligera que requería menos pilas. Tiene espacio para dos pilas AAA, que proporcionan aproximadamente 10 horas de juego. La unidad también está equipada con una toma de CC de 3 voltios, 2,35 mm x 0,75 mm que puede utilizarse para alimentar el sistema. La Pocket tiene un puerto de enlace más pequeño, que requiere un adaptador para conectarse con la antigua Game Boy. El diseño del puerto se utiliza en todos los modelos posteriores de Game Boy, excluida la Game Boy Micro. La pantalla se cambió a una pantalla LCD FSTN que incluía una capa de compensación para producir una verdadera visualización en blanco y negro, en lugar de la pantalla monocromática "sopa de guisantes" de la Game Boy original. Además, la Game Boy Pocket (GBP) tiene una pantalla más grande que la Game Boy Color (GBC) que más tarde la sustituyó. La pantalla de la GBP tiene una diagonal de 65mm, una anchura de 48,5mm y una altura de 43,5mm, frente a la diagonal de 59mm de la GBC. Aunque, al igual que su predecesora, la Game Boy Pocket carece de retroiluminación para poder jugar en zonas oscuras, mejoró notablemente la visibilidad y el tiempo de respuesta de los píxeles (eliminando sobre todo el ghosting). La primera versión no disponía de LED de encendido. Pronto se añadió debido a la demanda del público, junto con nuevas unidades de Game Boy Pocket de diferentes colores (lanzadas el 28 de abril de 1997), algunas de ellas nuevas en la línea Game Boy. Hubo varias ediciones limitadas de Game Boy Pocket, incluido un modelo de metal dorado exclusivo para Japón. Aunque varios editores aprovecharon el aumento de nuevos usuarios de Game Boy que se produjo con el lanzamiento de la Game Boy Pocket para reeditar juegos antiguos de Game Boy, la Game Boy Pocket no era una nueva plataforma de software y reproducía el mismo software que el modelo original de Game Boy.

## Juegos

### Títulos de lanzamiento

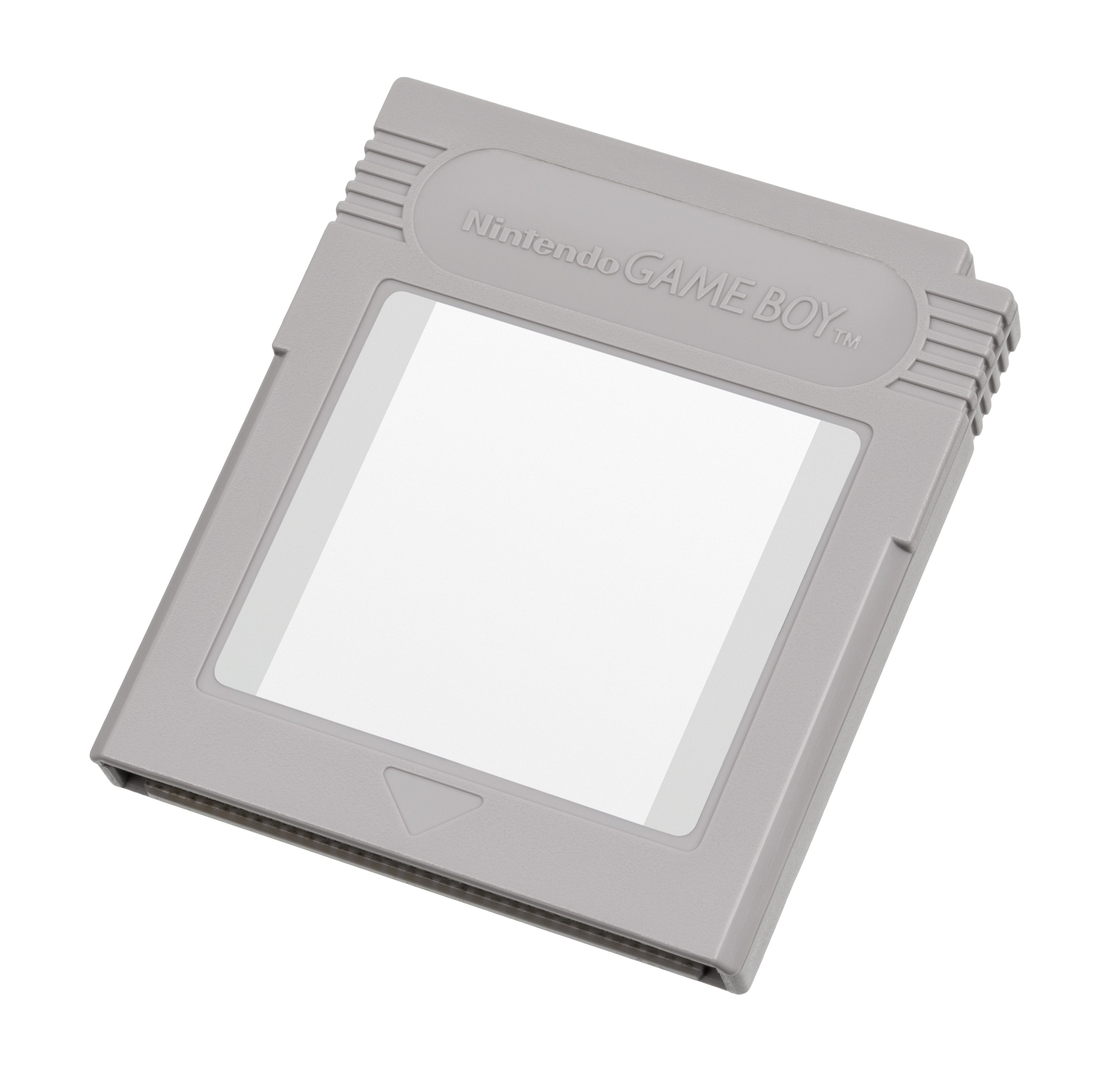
El cartucho gris estándar para los juegos originales de Game Boy

La Game Boy salió al mercado con seis títulos de lanzamiento, que se enumeran en la siguiente tabla:
| Nombre           | JP  | NA     | EU     | Notas                                                           |
| ---------------- | --- | ------ | ------ | --------------------------------------------------------------- |
| Alleyway         | Yes | Yes    | Yes    | Clon de Breakout                                                |
| Baseball         | Yes | Yes    | Yes    | Juego de deportes                                               |
| Super Mario Land | Yes | Yes    | Yes    | Juego de plataformas de la serie Super Mario                    |
| Tennis           | No  | Yes    | No     | Juego de deportes                                               |
| Tetris           | No  | Yes    | Yes    | Adaptación del juego de puzzle Tetris de 1984 del mismo nombre. |
| Yakuman          | Yes | [ 54 ] | [ 54 ] | Juego Mahjong                                                   |

## Recepción

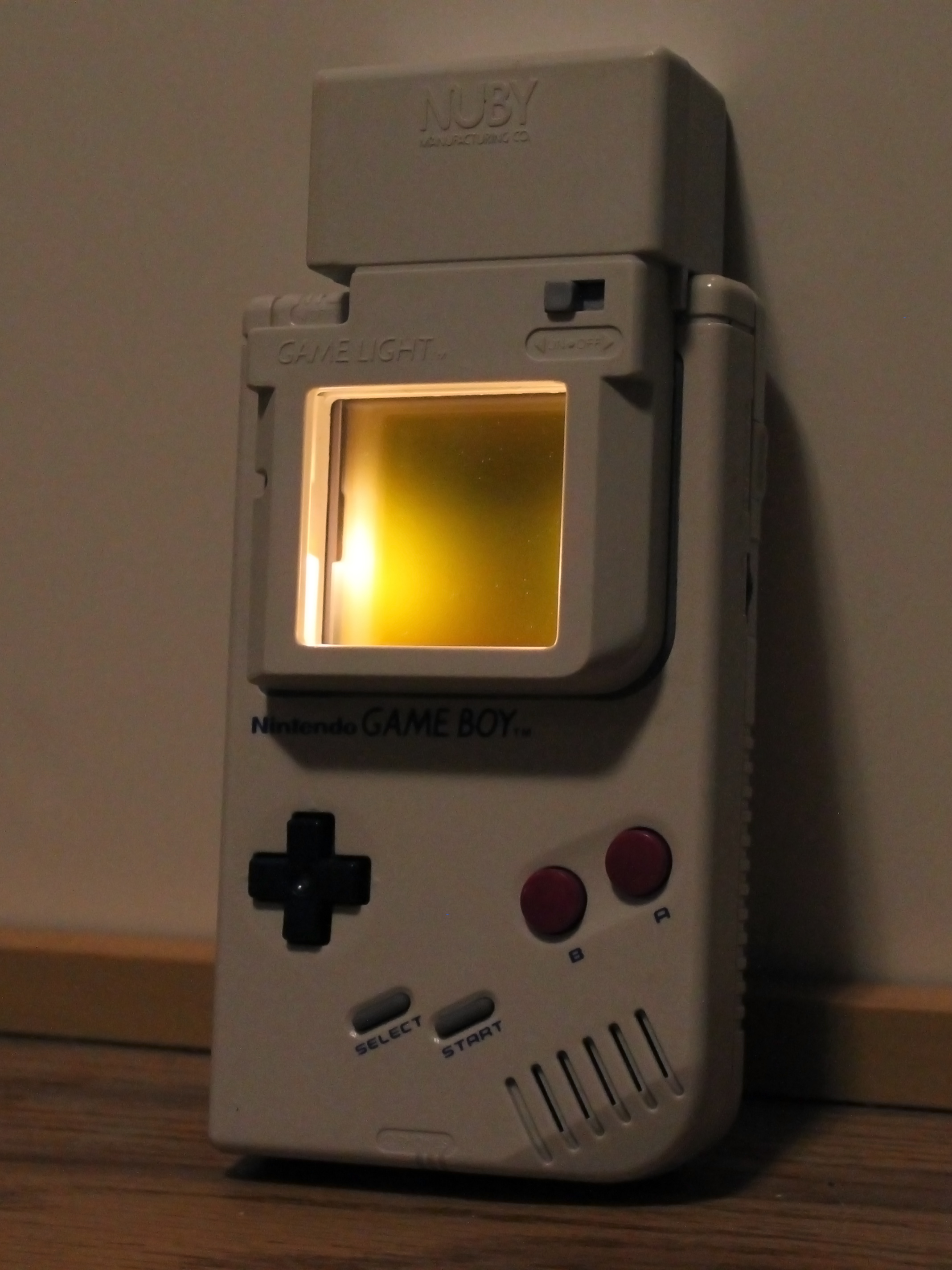
Una de las muchas críticas que recibió la Game Boy original fue su falta de retroiluminación, por lo que se crearon muchos accesorios de terceros para poder jugar en condiciones de poca luz

Aunque era menos avanzada técnicamente que Sega Game Gear, Atari Lynx y otros competidores, sobre todo por no soportar el color, el precio más bajo de la Game Boy junto con una mayor duración de la batería la hicieron mucho más exitosa. En sus dos primeras semanas en Japón, desde su lanzamiento el 21 de abril de 1989, se vendió todo el stock de 300.000 unidades; unos meses después, el 31 de julio de 1989, se vendieron 40.000 unidades en su primer día de lanzamiento. Se han vendido más de 118,69 millones de unidades de Game Boy y Game Boy Color combinadas en todo el mundo, con 32,47 millones de unidades en Japón, 44,06 millones en América y 42,16 millones en otras regiones. Para el año fiscal japonés de 1997, antes del lanzamiento de Game Boy Color a finales de 1998, se habían vendido 64,42 millones de unidades de Game Boy en todo el mundo. En una rueda de prensa celebrada el 14 de marzo de 1994 en San Francisco, el vicepresidente de marketing de Nintendo, Peter Main, respondió a las preguntas sobre cuándo iba a sacar Nintendo una consola portátil en color afirmando que las ventas de la Game Boy eran lo suficientemente buenas como para decidir no desarrollar una consola portátil sucesora en un futuro próximo.
En 1995, Nintendo of America anunció que el 46% de los jugadores de Game Boy eran mujeres, porcentaje superior al de jugadoras tanto para Nintendo Entertainment System (29%) como para Super Nintendo Entertainment System (14%). En 2009, la Game Boy fue incluida en el Salón Nacional de la Fama del Juguete, 20 años después de su lanzamiento.
La consola recibió críticas dispares por parte de la crítica. En un análisis de fin de año de 1997, un equipo de cuatro redactores de Electronic Gaming Monthly otorgó a la Game Boy puntuaciones de 7,5, 7,0, 8,0 y 2,0. Sushi-X (que contribuyó con el 2,0) criticó la consola por su pantalla en blanco y negro y su desenfoque de movimiento, mientras que sus tres compañeros alabaron la larga duración de la batería y la gran biblioteca de juegos, así como el diseño elegante y cómodo para el bolsillo del nuevo modelo Game Boy Pocket.